# 100 % rock
Albums de Les Chaussettes noires
Rock 'n' Twist
(1961)
100 % rock  est le premier 33 tours 25 cm des Chaussettes noires, sorti début 1961, et vendu à 2 millions d'exemplaires.

## Historique
Sur ce premier 33 tours du groupe, Eddy Mitchell (surnommé Schmoll) - comme il le fera durant toute sa carrière - signe sous son véritable nom, Claude Moine, ses premiers textes adaptés de chansons et de rocks américains : Hey Pony (Pony Time, de Chubby Checker), Fou d'elle (Everybody Got A Date But Me, de Gene Vincent), Betty (Baby Blue, de Gene Vincent), Be-Bop-A-Lula (de Gene Vincent), Je t'aime trop (I Gotta Know, chantée à l'origine par Elvis Presley) et Eddie sois bon (première version française de Johnny B. Goode, de Chuck Berry), .
Georges Garvarentz compose le titre Daniela, avec des paroles d'André Pascal,, sorti en single en mars 1961, un des plus importants succès du groupe, vendu à 800 000 exemplaires, et intégré à cet album.
La première édition comprenait un poster des Chaussettes Noires représentant les cinq membres du groupe d'origine (Les Cinq Rocks, Aldo, William, Eddy Mitchell, Tony, Jean-Pierre) sur fond vert .
Deux chansons diffusées en super 45 tours, (voir ci-dessous), ne figurent pas sur l'album : Si seulement, adaptation de Dirty Dirty Feeling, une chanson chantée par Elvis Presley et Tant pis pour toi, une adaptation de Wild Cat de Gene Vincent.
- Références originales : BARCLAY 80.147 - Réédition de 1980 : BARCLAY 91.071.

## Liste des titres
| 1. | Hey Pony (Pony Time)                       | Claude Moine (adaptation) | Don Covay, John Berry    | 1:43 |
| 2. | Daniela                                    | André Pascal              | Georges Garvarentz       | 2:30 |
| 3. | Fou d'elle (Everybody's Got a date But Me) | Claude Moine (adaptation) | Pullen                   | 1:55 |
| 4. | Betty (Baby Blue)                          | Claude Moine (adaptation) | Gene Vincent             | 2:36 |
| 5. | Tu parles trop (You Talk Too Much)         | Georges Aber (adaptation) | Joe Jones, Reginald Hall | 1:46 |

| 1. | Be Bop a Lula (Be-Bop-A-Lula)         | Gisèle Vesta, Claude Moine (adaptation) | Gene Vincent, Sheriff "Tex" Davis | 2:00 |
| 2. | La Bamba rock (La bamba)              | Jean Bouchety (adaptation)              | Ritchie Valens                    | 1:46 |
| 3. | O ! Mary lou (Going Home to Mary Lou) | André Pascal (adaptation)               | Greenfield N. Sedaka              | 2:00 |
| 4. | Je t'aime trop (I Gotta Know)         | J. Dambrois, Claude Moine (adaptation)  | P. Evans, M. Williams             | 1:55 |
| 5. | Eddie sois bon (Johnny B. Goode)      | Claude Moine (adaptation)               | Chuck Berry                       | 2:10 |

## Musiciens
Les membres du groupe sont présentés sous le titre « Cinq personnages en quête d'éditeur » à l'intérieur de la pochette du disque :
- Aldo (Martinez) industriel et guitariste (guitare basse);
- Claude (Moine, Eddy, Schmoll) le chanteur qui, pour gagner sa vie, passe 48 heures par semaine dans une compagnie d'assurances où travaille sa mère, à 'remplir des formulaires';
- William (Benaïm) rêve de chorus et de solos sur sa guitare électrique, aime Jean-Sébastien Bach, raffole du rock'n'roll et du jazz;
- Tony (d'Arpa) est passé de la bijouterie à la guitare d'accompagnement;
- Jean-Pierre (Chichportich) le collègue d'Eddy dans la compagnie d'assurances… des rapports d'accidents à la batterie, c'est bien sûr le grand écart.

## Les super 45 tours
- L'ensemble des chansons de cet album avaient été enregistrées en super 45 tours :
  - super 45 tours : Tu parles trop, Si seulement, Be bop a lula et Tant pis pour toi, premier disque des Chaussettes Noires enregistré en janvier 1961 avec Eddy Mitchell (chant), William Benaïm (Guitare solo), Tony d’Arpa (Rythmique), Aldo Martinez (Basse), Jean-Pierre Chichportich (Batterie);
  - super 45 tours : Daniela, Je t’aime trop, Eddie sois bon, Betty enregistré en mars 1961. À noter la faute d’orthographe "Eddie soit bon" avec un t sur la première série de disques sortis (une rareté très prisée des collectionneurs);
  - super 45 tours : Hey Pony, Fou d’elle, Oh Mary-Lou, La Bamba rock enregistré en avril 1961 juste avant la sortie de l'album.